# Вогнівки-трав'янки
Вогнівки-трав'янки, або трав'яні вогнівки (Crambidae) — родина комах з родини лускокрилих. У світовій фауні відкрито понад 11 600 видів.

## Опис
Щелепні полапки добре розвинені; покриті густими, довгими лусочками, останній сегмент трикутний; губні полапки довгі, витягнуті вперед, у самців та самок однакові по довжині та формі.

## Систематика
- incertae sedis
  - Conotalis Hampson, 1919
  - Exsilirarcha Salmon & Bradley, 1956
- підродина Acentropinae Stephens, 1836
- підродина Crambinae Latreille, 1810
- підродина Erupinae Munroe, 1995
- підродина Glaphyriinae Forbes, 1923
- підродина Heliothelinae Amsel, 1961
- підродина Hoploscopinae Robinson et al., 1994
- підродина Lathrotelinae Clarke, 1971[1]
- підродина Linostinae Amsel, 1956
- підродина Midilinae Munroe, 1958
- підродина Musotiminae Meyrick, 1884
- підродина Odontiinae Guenée, 1854
- підродина Pyraustinae Meyrick, 1890
- підродина Schoenobiinae Duponchel, 1846
- підродина Scopariinae Guenée, 1854
- підродина Spilomelinae Guenée, 1854